# Bragginsella anomala
Bragginsella anomala är en bladmossart som beskrevs av Rudolf Mathias Schuster. Bragginsella anomala ingår i släktet Bragginsella och familjen Solenostomataceae. Inga underarter finns listade i Catalogue of Life.